# Leandra gynoverrucosa
Leandra gynoverrucosa är en tvåhjärtbladig växtart som beskrevs av Reginato. Leandra gynoverrucosa ingår i släktet Leandra och familjen Melastomataceae. Inga underarter finns listade i Catalogue of Life.